# 穆瓦延穆捷
穆瓦延穆捷（法語：Moyenmoutier，法語發音：[mwajɛ̃mutje] ⓘ）是法国大東部大區孚日省的一个市镇，位于该省东北部，属于孚日圣迪耶区。

## 地理
穆瓦延穆捷（48°22'47"N, 6°54'48"E）面积34.21 平方千米，位于法国大東部大區孚日省，该省份为法国东北部内陆省份，北起默兹省和默尔特-摩泽尔省，西接上马恩省，南至上索恩省和贝尔福地区省，东临上莱茵省和下莱茵省。
与穆瓦延穆捷接壤的市镇（或旧市镇、城区）包括：普莱讷河畔塞勒、邦德萨、德尼派尔、埃蒂瓦勒-克莱尔方丹、于尔巴什、梅尼勒德瑟诺讷、拉翁莱塔普、瑟诺讷、拉瓦夫尔。

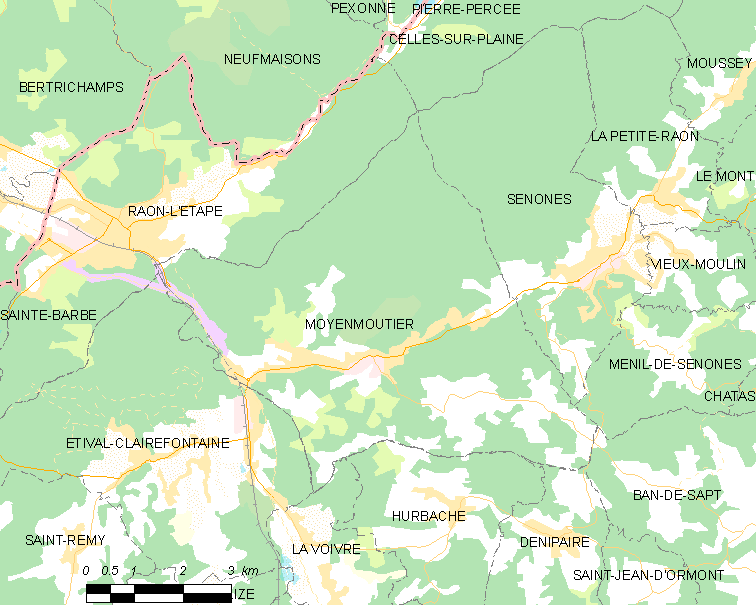
穆瓦延穆捷的OSM定位图

穆瓦延穆捷的时区为UTC+01:00、UTC+02:00（夏令时）。

## 行政
穆瓦延穆捷的邮政编码为88420，INSEE市镇编码为88319。

## 政治
穆瓦延穆捷所属的省级选区为拉翁莱塔普县。

## 人口

1962-2008年间穆瓦延穆捷人口变化图示

穆瓦延穆捷于2022年1月1日时的人口数量为3003人。